# Guntersdorf
Guntersdorf est une commune autrichienne du district de Hollabrunn en Basse-Autriche.

## Jumelage
- Herborn (Allemagne)[2]